# Туркмен атлары
Государственное объединение «Туркмен-атлары» (туркм. Türkmen atlary) — правительственное учреждение, отвечающее за развитие коневодства и эксплуатацию конноспортивных комплексов в Туркменистане. С туркменского языка переводится как «Туркменские кони». «Туркмен-атлары» выпускает собственный журнал «Небесные ахалтекинские кони». Генеральным директором является Бердиев Ахмет Амангельдыевич, назначенный президентом Туркменистана.

## История
В целях устранения угрозы исчезновения ахалтекинских лошадей, Указом первого президента Туркменистана Сапармурата Ниязова в апреле 1991 года было создано Государственное объединение «Туркмен атлары». В 1992 году  был учреждён национальный Праздник туркменского скакуна, который жители Туркменистана традиционно отмечают в последнее воскресенье апреля.

## Офис
В октябре 2008 года Государственное объединение «Туркмен атлары» переехало в новое высотное здание на проспекте Битарап Туркменистан. Там же располагается Национальный музей туркменского коневодства и хранилища музейных экспонатов, где представлена многовековая история ахалтекинских лошадей. Ремонт и реконструкцию административного здания осуществила турецкая фирма «МАС Итхалат Ихракат Иншаат Санаи ве Тик. Лтд. Шти.» на общую сумму более 2,6$ млн. В 15-ти этажном здании, помимо служебных кабинетов и музея, расположен зал для проведения конференций, фитнес-клуб, столовая, химчистка, летнее кафе и автостоянка.

### Пресса
- Информационно-аналитический журнал Международной ассоциации ахалтекинского коневодства № 1 (апрель 2012)